# Ataque a la base aérea de Ilopango
El ataque a la base aérea de Ilopango fue un ataque exitoso efectuado por el FMLN contra la base aérea militar de Ilopango el 27 de enero de 1982 durante la guerra civil de El Salvador.

## Preludio
La fuerza aérea era mirada por el FMLN como obstáculo para ganar la Guerra Civil. Por ello, en 1981, se decidió atacar la base aérea militar de Ilopango para neutralizar la amenaza. Recibieron para ello entrenamiento cubano al respecto. Se denominó la operación “Mártires de Morazán Heroico” y fue liderado por un líder del FMLN llamado Alejandro Montenegro.

## Ataque
En ella un grupo de ataque de 100 combatientes del FMNL se infiltró en el perímetro de la BAM Ilopango y destruyó cinco UH-1H y tres C-47, y dañó cuatro Ouragan y dos UH-1. Dos Ouragan (702 y 703) fueron dados de baja, mientras que otros dos fueron reparados y devueltos al servicio años más tarde. Toda la flota fue castigada por un período de tiempo, mientras que todos los helicópteros dañados tuvieron que ser dados de baja.

## Consecuencias
Como reacción a este fuerte golpe, los estadounidenses lanzaron el programa "Proyecto Elsa", en el que equipo deteriorado fue reemplazado por aviones modernos y más capaces provenientes de los Estados Unidos procedentes de stocks de excedentes de la Fuerza Aérea de Estados Unidos, pero que habían sido totalmente modificados y renovados antes del reparto.
El equipo aéreo enviado tuvo un valor de 25 millones de dólares. Fue entregado antes de final de año. Adicionalmente llegaron también 2 millones de dólares de municiones para la Fuerza Aérea Salvadoreña. Por ello se observó también el acontecimiento en cierto modo como bendición para la FAS.